# Peer Lorenzen
Peer Lorenzen (* 20. května 1944 Frederiksberg) je dánský právník, v současnosti soudce a předseda Evropského soudu pro lidská práva.
Vystudoval universitu v Aarhusu. Od roku 1995 do roku 1999 byl členem Evropské komise pro lidská práva. Dne 1. listopadu 1998 byl zvolen soudcem Evropského soudu pro lidská práva.